# Condado de Treasure
O Condado de Treasure é um dos 56 condados do estado norte-americano de Montana. A sede de condado é Hysham, que é também a sua maior cidade. O condado tem uma área de 2549 km² (dos quais 13 km² estão cobertos por água), uma população de 861 habitantes, e uma densidade populacional de 0,34 hab/km² (segundo o censo nacional de 2000). O condado foi fundado em 1919 e o seu nome (Tesouro) resulta da promoção que na altura lhe foi dada para atrair colonos.